# Чаміла Мічієвич
Чаміла Мічієвич (хорв. Ćamila Mičijević; нар.. 8 вересня 1994, Гайденхайм-ан-дер-Бренц, Німеччина) — боснійська і хорватська гандболістка, ліва полусередня французького клубу «Мец» і національної збірної Хорватії. Бронзовий призер чемпіонату Європи 2020 року.

## Спортивна біографія
Мічієвич народилася 1994 року в Німеччині в сім'ї біженців з Боснії та Герцеговини. Після закінчення війни повернулася до Мостара, де проживала до 15-річного віку і виступала за місцеві гандбольні команди «Локомотива» та «Катаріна». Дівчину помітив тренер Едо Шміт та 2009 року запросив до Рієки в «Замет» (ŽRK Zamet), в якому вона провела наступні п'ять років. Із Заметом вона вийшла двічі у 2014 та 2016 роках до фіналу Кубка Хорватії. Але в обидвох випадках перемагали суперники.
Влітку 2016 року Мічієвич перейшла до угорському клубу «Дунауйвароші Когас». Готуючись до сезону 2018/19, вона одержала травму передньої хрестоподібної зв'язки. Після одужання в березні 2019 року, вона отримала ще одну травму хрестоподібних зв'язок у своїй першій грі після перерви. У сезоні 2020/21 років вона перейшла до одного з грандів європейського гандболу — французький «Мец».
Виступити за збірну рідної для себе Боснії і Герцеговини у Мічієвич не було можливості, бо до моменту її першого виклику в хорватську збірну такої команди просто не існувало. Мічієвич провела свій перший міжнародний матч за збірну Хорватії 9 жовтня 2014 року проти Польщі.
У складі «шашкових» спортсменка взяла участь у трьох чемпіонатах Європи (2014, 2016, 2020). У 2020 році завоювала бронзові медалі європейської першості. Маючи, загалом, 35 попадань, Мічієвич посіла третє місце у списку бомбардирів.